# Tapijulapa

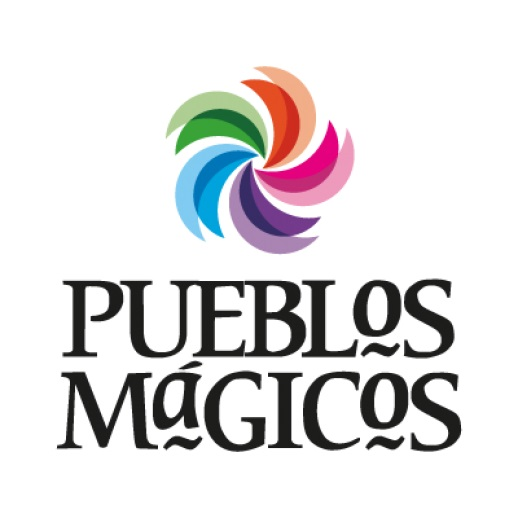
Declarado pueblo mágico el 9 de junio de 2010.

Tapijulapa es una población enclavada en la sierra del estado mexicano de Tabasco perteneciente al municipio de Tacotalpa. La población, se encuentra asentada en la confluencia de los ríos Oxolotán y Amatán, cuyas aguas en distintas tonalidades de verde conforman un paisaje único. 
La villa de Tapijulapa es famosa por sus calles empedradas, sus casas blancas con techos de teja roja y macetas en las fachadas. En el año de 1979 se iniciaron los trabajos para su rescate turístico y en el 2010 fue declarada "Pueblo mágico" por parte de la Secretaría de Turismo del Gobierno Federal.
Es la segunda población más importante del municipio después de la Tacotalpa que es la cabecera municipal. De hecho, Tapijulapa llegó a ser cabecera del municipio de Tacotalpa de 1934 a 1936.

## Toponimia
El significado del nombre Tapijulapa ha sido complicado de definir, expresa el escritor Marcos E. Becerra en su libro "Nombres Geográficos del Estado de Tabasco". Menciona que la población al ser de origen zoque y aunque tiene un nombre mexicano, es conocida en lengua zoque como: 'las tierras del tamal' palabra que significa "lugar donde se rompen cántaros".
Por otra parte, los indígenas mayas de la zona, llaman a Tapijulapa con el nombre de Kibalucum que significa Kibal= Cántaro, y ucum= Río.
Por todo lo anterior, el autor define la palabra Tapijulapa como el nombre mexicano: "Tlapil-sholo-apan" que significa: "Rivera donde se rompen cántaros" o "Rivera de despedazar cántaros".

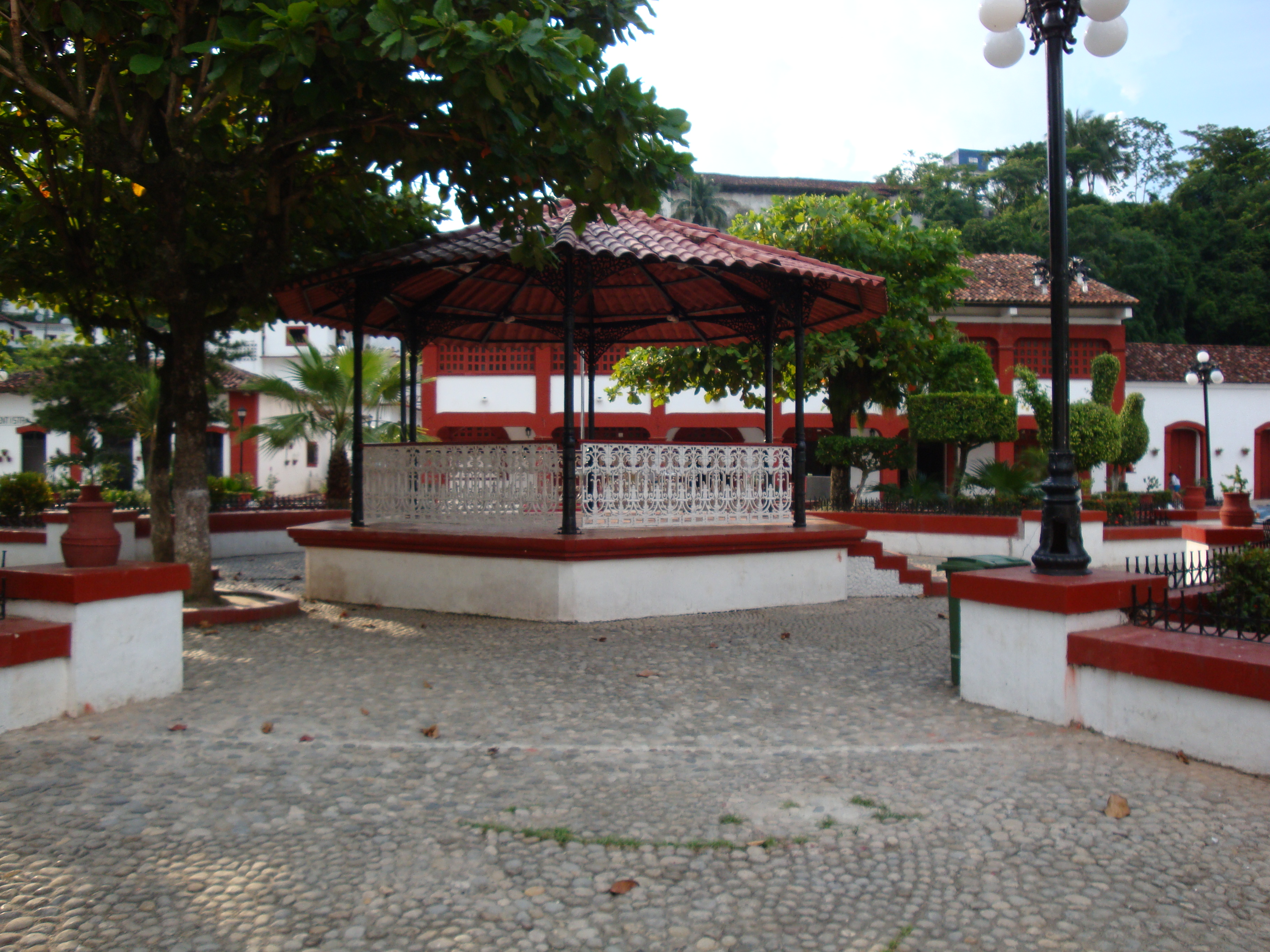
Kiosco del parque

## Historia
Es probable que hacia los siglos V y VI indígenas mayas (cultura zoque) iniciaran el poblamiento de este territorio que hoy se conoce como Tapijulapa. Importantes piezas arqueológicas (siglos VIII a X d. C.) descubiertas por el historiador, escritor y poeta tabasqueño Carlos Pellicer Cámara en las grutas de Cuesta Chica, cercanas a la hoy villa de Tapijulapa, sugieren la utilización de estas cuevas como centros ceremoniales ya que en lo referente a la construcción de edificios solo se han encontrado basamentos de poca importancia.
Según el historiador local Ciro Coutiño López, la expansión de la cultura zoque en la sierra norte de Chiapas abarcaba los pueblos de Tapijulapa, Tacotalpa, Teapa, Jalapa, Oxolotán, Tepetitán, Astapa, Jahuacapa, Cacaos, Amatán, Pichucalco e Ixtapangajoya, región que al ser descubierta por los españoles fue llamada Sierra de los zoques.
La conquista y posterior colonización de la zona por parte de los españoles, inició en 1529 con la llegada de Francisco de Montejo como alcalde Mayor de Tabasco, y culminó en hacia 1531, cuando Montejo logró pacificar la región lo que le permitió abrir un camino seguro hacia la región de Las Chiapas.
En el año de 1572 los frailes franciscanos Francisco Silvestre Magallón, Bernabé de Pastrana, Juan Fajardo, Buenaventura Valdés y Diego de Padilla, fundaron el Convento de Santo Domingo de Guzmán en Oxolotán y el de Poposá (hoy Lázaro Cárdenas.), en las cercanías de Tapijulapa, con lo que se inició la instrucción religiosa de los indígenas de la zona.
En 1575, Fray Diego de Landa, obispo de Yucatán, durante una visita pastoral a la provincia de Tabasco , visitó las poblaciones indígenas zoques de Tacotalpa, Tapijulapa y Oxolotán. 
En 1582, el convento de Oxolotán pasó a manos de los frailes dominicos quienes concluyeron su edificación en 1633 y desde donde atendían las doctrinas de los pueblos de Tacotalpa, Tapijulapa, Puxcatán, Teapa, Tecomajiaca, Jalapa, Astapa y Cacaos; y a finales del siglo XVII se construyó en Tapijulapa el Templo de Santiago Apóstol.
Durante el movimiento anticlerical (1928-1936) impulsado por el gobernador Tomás Garrido Canabal, hubo en Tacotalpa requisa de imágenes religiosas que se amontonaban en la plaza pública para ser incineradas; la iglesia de Nuestra Señora de la Asunción en Tacotalpa no pudo ser derribada debido a la solidez de su construcción, pero la imagen de la patrona del pueblo tuvo que ser escondida en cavernas de la sierra para salvarla de las llamas. Se salvaron también el Templo de Santiago Apóstol de Tapijulapa y la nave principal del Convento de Santo Domingo de Guzmán en Oxolotán pero el Claustro y la Sacristía fueron dinamitados, ambos templos fueron desmantelados y convertidos en cuarteles militares y escuelas. 
Durante el garridismo la villa de Tapijulapa cobró especial importancia debido a que el gobernador Tomás Garrido Canabal había adquirido en las cercanías de esta población una hacienda que llamó "Villa Luz". El famoso terreno enclavado en uno de los sitios más bellos de este municipio con grutas, cascadas y manantiales de aguas sulfurosas, fue acondicionado con aeropista, alberca, búngalos, avenidas y una hermosa casa donde descansaba el mandatario; debido a ello, de 1934 a 1936 la cabecera del municipio de Tacotalpa se trasladó a la villa de Tapijulapa, pero al fin del garridismo regresó a la villa de Tacotalpa en 1937.
Después de eso, la villa de Tapijulapa, permaneció en el más completo abandono, hasta que en el año de 1979, el gobierno del estado, inició el rescate de la villa, con la finalidad de recuperar su antiguo esplendor. Por tal motivo, se empedraron sus calles, se rescataron las fachadas de las casas y se rescató villa Luz, la casa del exgobernador Tomás Garrido Canabal así como también se pavimentó la carretera Tacotalpa-Tapijulapa y más tarde la de Tapijulapa-Oxolotán.
De esta forma, el Gobierno del Estado colocó a Tapijulapa entre los destinos turísticos de la Sierra tabasqueña, promocionándolo como destino ecoturístico. Estos esfuerzos se vieron recompensados el 9 de junio de 2010, al ser nombrado Tapijulapa "Pueblo mágico"', por parte de la Secretaría de Turismo del Gobierno Federál.
Hoy, cientos de turistas, visitan la villa, principalmente durante la Semana Santa cuando se realiza uno de los rituales más importantes del estado de Tabasco: la Pesca de las sardinas, recorren sus calles, iglesia y sus balnearios naturales, cascadas, aguas sulfurosas, villa Luz y el desarrollo ecoturístico de Kolem Jaa.

## Medio físico

### Orografía

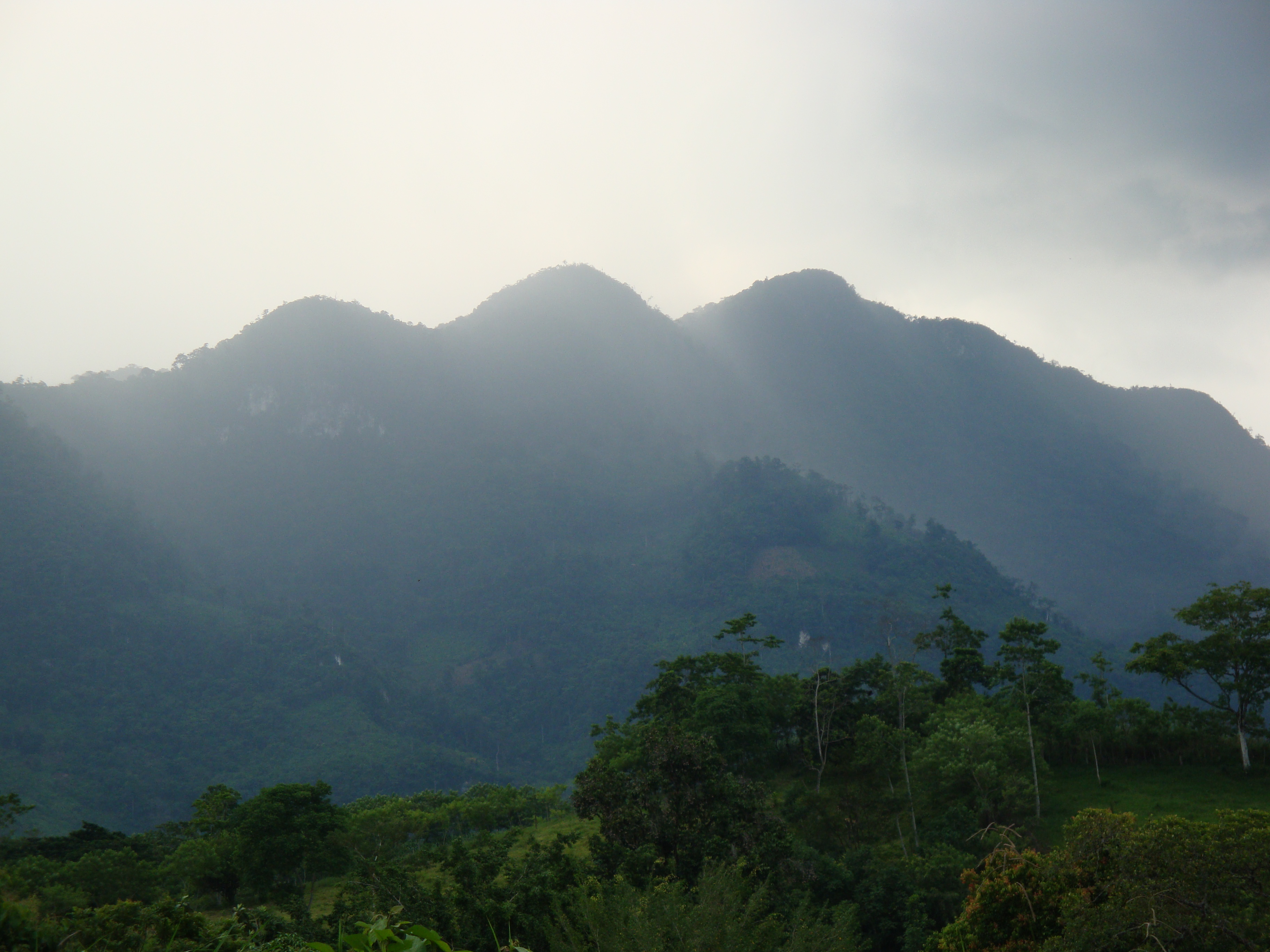
Parque estatal de la Sierra de Tabasco.

Tapijulapa está ubicada en la sierra tabasqueña, y en las estribaciones de la sierra madre del sur. En el corazón de la Reserva Estatal "Parque estatal Sierra de Tabasco", área que protege los últimos reductos de la selva tabasqueña. Por lo anterior, los terrenos presentan las elevaciones más importantes del estado de Tabasco. De hecho, cerca de Tapijulapa, se localiza el Cerro El Madrigal que con 900 msnm es el segundo punto más elevado del estado de Tabasco, existen además otros cerros de importancia como La Campana, Murciélago, Palo Quemado y Cora de Poaná.

### Hidrografía
En cuanto a los ríos, frente a esta población se unen los ríos Oxolotán y Amatán, que con sus características aguas en varias tonalidades de verdes, dan un aspecto único al paisaje.
Estos ríos unidos dan origen al llamado "Río de la Sierra" el cual es el principal tributario del "Río Grijalva".

### Clima
Se cuenta con una temperatura media anual de 25.60 °C, siendo la máxima media mensual de 29.2 °C en el mes de mayo y la mínima media mensual de 22 °C. aunque en los meses de diciembre y enero, se llegan a presentar temperaturas mínimas de 18 °C. Y en algunas ocasiones, se han presentado temperaturas mínimas hasta de 13 °C.  Y en otras, las temperaturas mínimas han alcanzado los 12 °C.

## Turismo

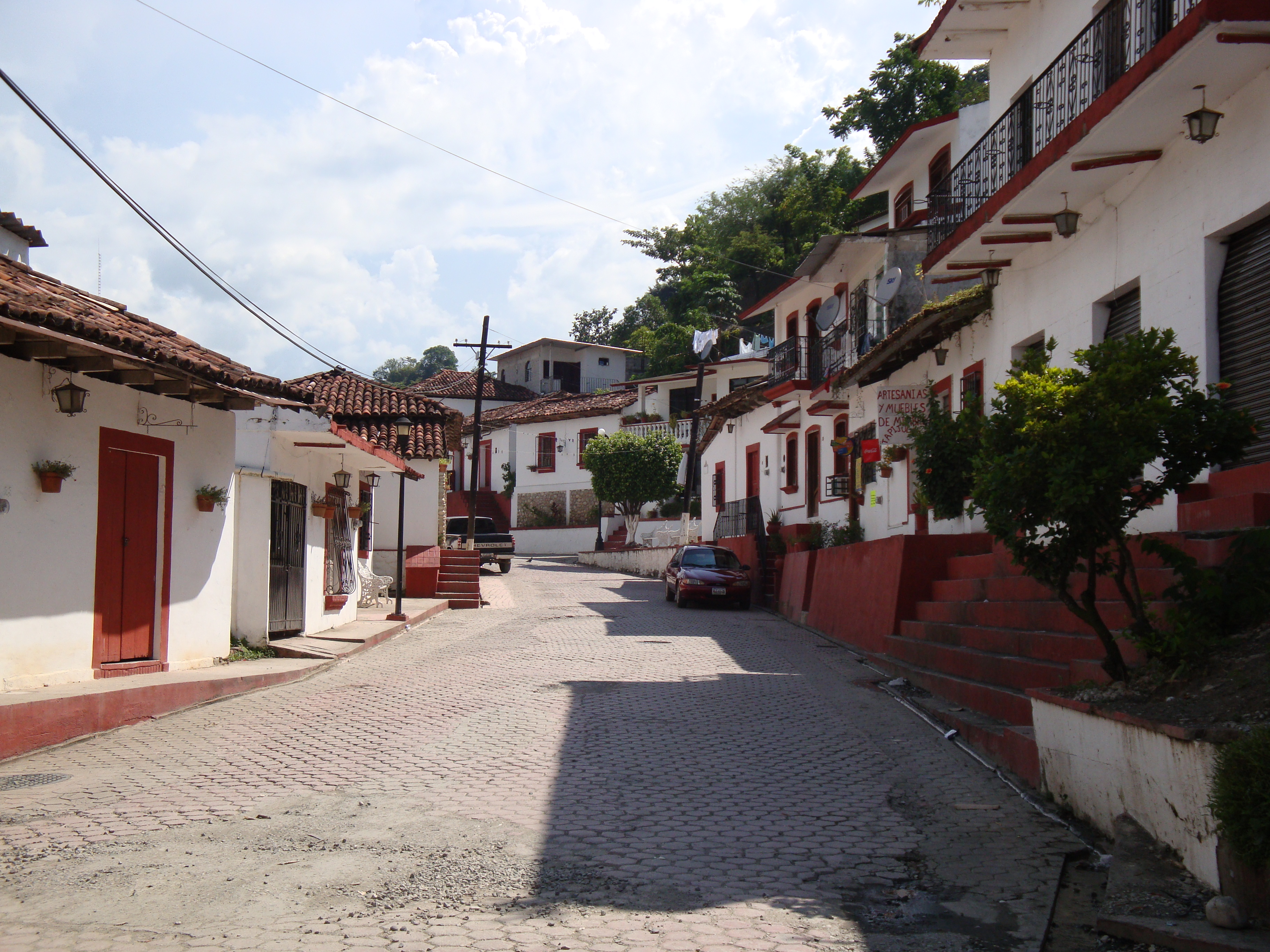
Calle de Tapijulapa "Pueblo Mágico"

La Villa de Tapijulapa es de las poblaciones más pintorescas de Tabasco. Caracterizada principalmente por sus calles empedradas, sus casas color blanco, con tejas rojas y macetas en sus fachadas. Fue declarada Pueblo Mágico por la Secretaría de Turismo del Gobierno Federal el 9 de junio del 2010. Dentro de sus principales atractivos están:
Dentro de los atractivos destaca la Templo de Santiago Apóstol, un templo religioso construido a fines del siglo XVII por los frailes dominicos, y que se localiza en la cima de un cerro desde donde se tiene una espectacular vista de la población.
Para los amantes de los deportes extremos, también se cuenta con una tirolesa que cruza el río Oxolotán.
Las aguas de los ríos Oxolotán y Amatán, son visitadas por turistas que se dan cita en Tapijulapa, para bañarse en sus aguas frescas y cristalinas, con riveras empedradas.

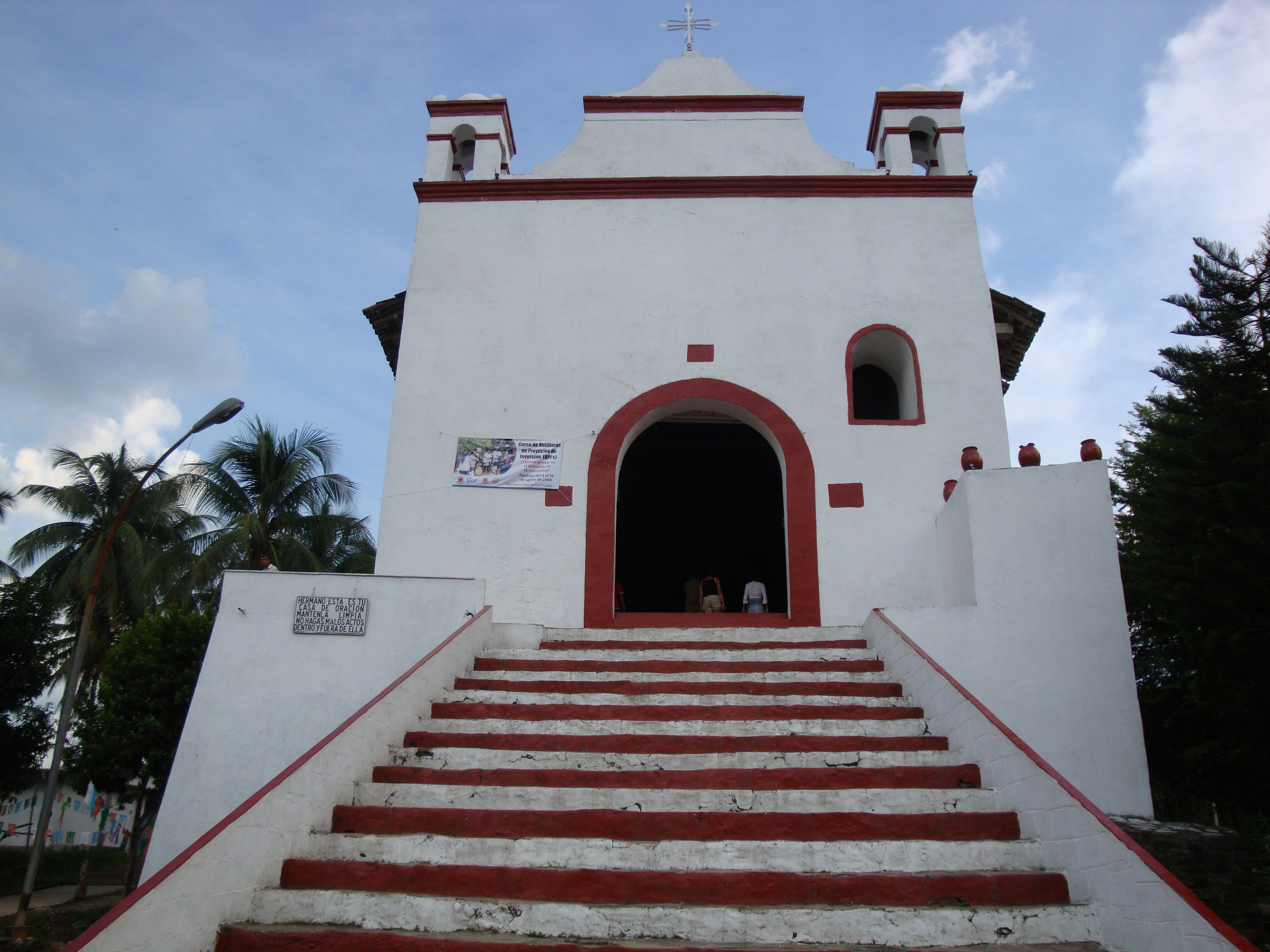
Templo de Santiago Apóstol, construido a finales del

### Villa Luz: (Casa de Tomás Garrido)
A este lugar se llega a través del río Oxolotán por medio de lancha de motor en un recorrido de aproximadamente 5 minutos partiendo de Tapijulapa. Al llegar al pequeño muelle de Villa Luz se continúa a pie por una vereda de 1.5 kilómetros hasta llegar a la que fue casa de descanso del gobernador Tomás Garrido Canabal. Esta es una obra sencilla y de pequeñas dimensiones desarrollada en 2 plantas. La fachada consta de un corredor con tres tramos de cubierta de teja francesa inclinada al frente. En la planta alta, un vestíbulo, con dos ventanas arcadas, cubierta con teja a cuatro aguas.

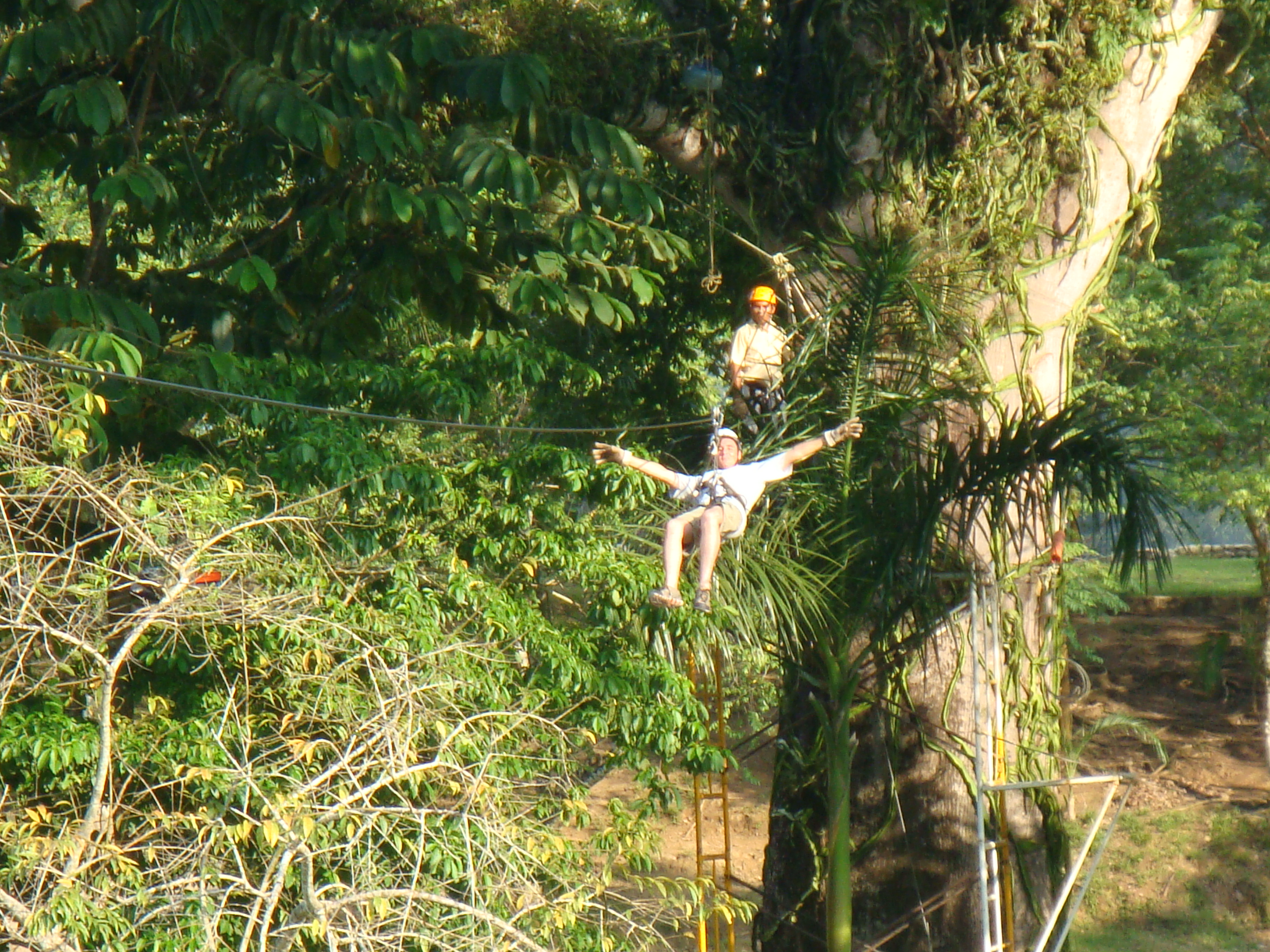
Canopea o Canopy en Tapijulapa.

Posteriormente, se continúa el camino hasta llegar a unas albercas de aguas sulfurosas, en las que los paseantes pueden bañarse y disfrutar de las aguas medicinales. También exisiste una cascada de tamaño mediano, en donde se pueden bañar quienes prefieren el agua dulce.

### Cueva de las sardinas ciegas
Se localiza muy cerca de Villa Luz, es una cueva que tiene en su interior un lago arroyo en el que, debido a la oscuridad 
permanente, viven peces ciegos. La tradición principal, es cuando el domingo de ramos, los indígenas se dan cita en la cueva para después de realizar ritos autóctonos, abocarse a la pesca de la mayor cantidad de peces posible, a lo que se deriva el pronóstico para las cosechas. A este evento acude una gran cantidad de turistas provenientes de otros puntos del estado y otras entidades.

### Desarrollo Ecoturístico"Kolem-Jaa"

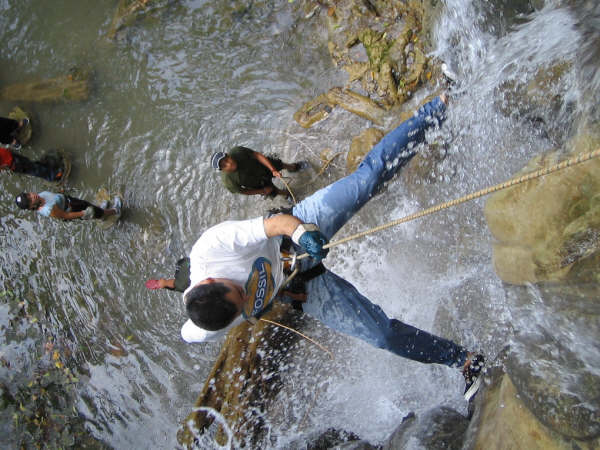
Rápel en cascada. Desarrollo ecoturístico "Kolem-Jaa"

Es un parque en donde se puede practicar el ecoturismo, para llegar a él, es necesario cruzar el río en lancha.
El parque cuenta entre otras cosas con canopea (el segundo más largo de Latinoamérica después del Skytrek de Costa Rica), tirolesa, pista comando, rápel en cascada, paseo en bicicleta de montaña, senderismo, descenso en río, cabañas, restaurantes y un aviario, entre otros servicios.
El parque está ubicado en la carretera Tapijulapa-Oxolotán.

### Grutas de Cuesta Chica
Ubicadas en el kilómetro 6 de la carretera Tapijulapa-Oxolotán, fueron acondicionadas para su fácil acceso con la construcción de una escalera de más de 200 escalones. En la actualidad las visitas han sido suspendidas debido a que resulta peligroso el acceso sin el equipo adecuado. En el interior de la gruta el etnólogo Carlos Pellicer Cámara halló un importante mascarón maya y la bella pieza policromada conocida como Vaso Pellicer.

### Artesanías

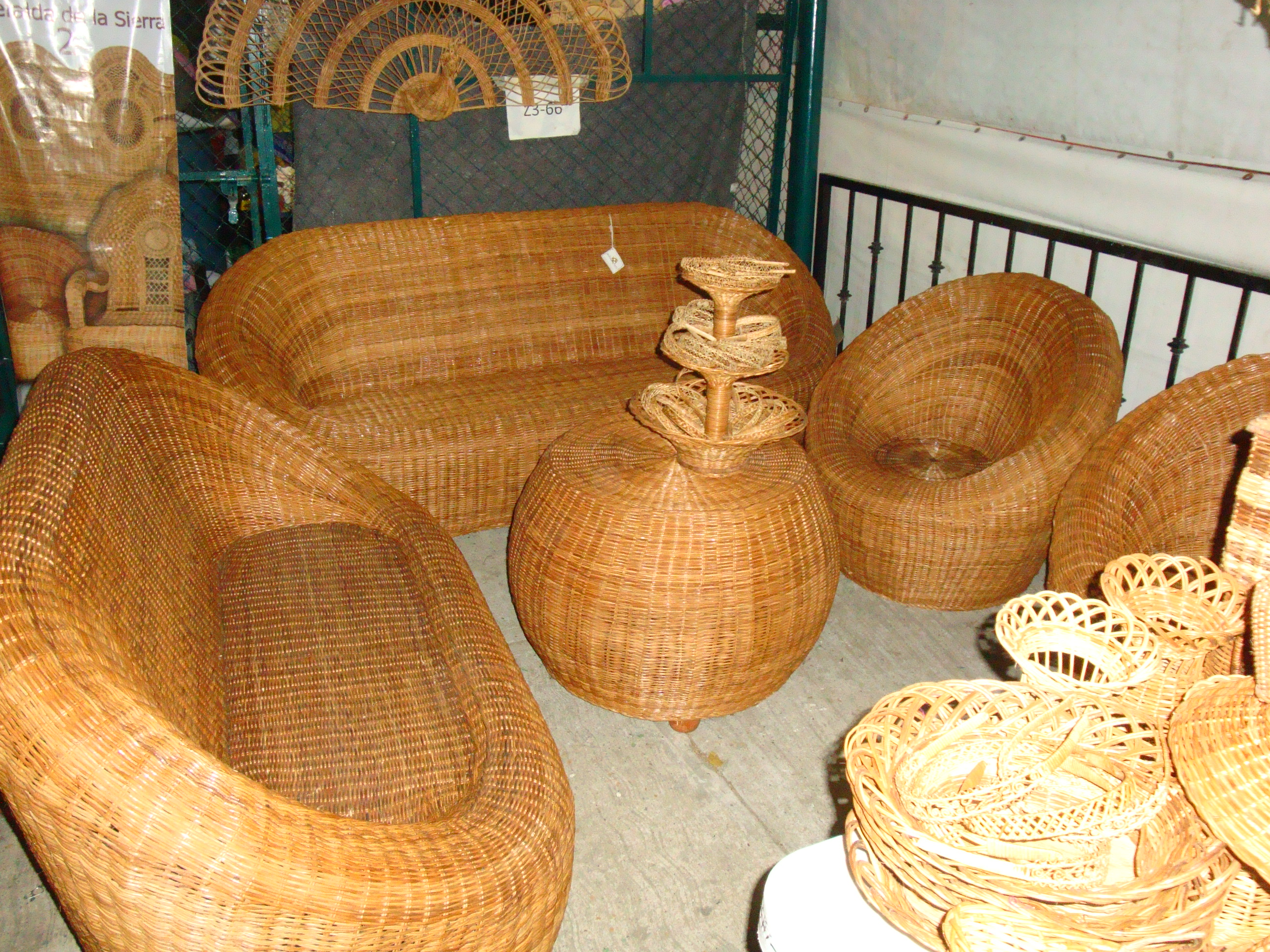
Muebles elaborados de ratán y mimbre, típicos de Tapijulapa.

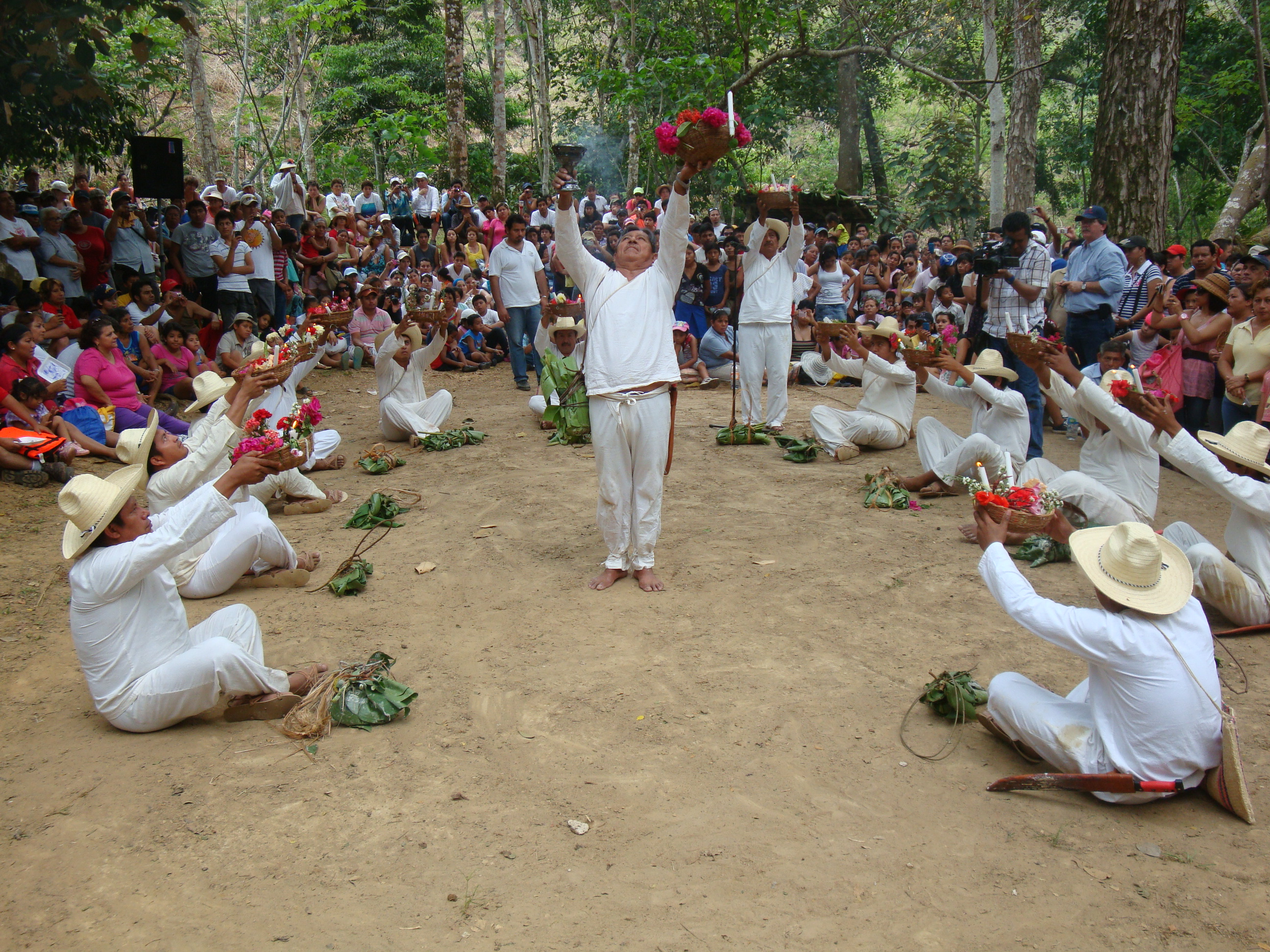
Ritual y danza de la pesca de las sardinas.

En Tapijulapa es famoso porque los artesanos fabrican muebles con bejuco de la región, que los lugareños llaman “mutusay”, y que se convierte en hermosos muebles de rattán y mimbre. Con palmitas de guano, se fabrican sombreros.

### Hoteles
En la villa de Tapijulapa hay dos hoteles de categoría económica que brindan los servicios básicos a los huéspedes, en un ambiente rural y atención esmerada. Ofrecen cuartos con aire acondicionado o ventilador, televisión satelital, baño, agua caliente, internet inalámbrico, y cuentan con una disponibilidad de entre 5 y 10 habitaciones.
| Hotel              | Categoría | Ubicación             |
| ------------------ | --------- | --------------------- |
| Mesón de la Sierra | Económico | Tapijulapa            |
| Hotel Comunitario  | Rural     | Tapijulapa            |
| Hotel Los Arcos    | Rural     | Tapijulapa            |
| Hotel Clavellina   | Rural     | Tapijulapa            |
| Casa Tapijulapa    | Rural     | Tapijulapa            |
| Kolem Jaa          | Cabañas   | km 4 Carr. a Oxolotán |

## Fiestas
- Viernes de Semana Santa, pesca de la sardina en Villa Luz, Tapijulapa.
- Feria de Tapijulapa, del 23 al 25 de julio.
- Feria del municipal de Tacotalpa, del 12 al 16 de agosto.

### Tradiciones
La pesca de la sardina ciega: tradición heredada de la cultura maya en honor a Chac, dios de la lluvia. Se celebra en las grutas de Villa Luz, distante a 4 kilómetros de la villa de Tapijulapa: el Domingo de Ramos de Semana Santa; el Viacrucis en Tapijulapa: tradición híbrida donde los elementos regionales se manifiestan en un espectáculo único.

## Comunicaciones
La villa de Tapijulapa se localiza a 84 km al sur de la ciudad de Villahermosa, y a 20 km también al sur de la ciudad de Tacotalpa que es la cabecera del municipio. Se llega a través de la carretera: Villahermosa-Tacotalpa, para luego tomar la carretera Tacotalpa-Tapijulapa. Ambas carreteras se encuentran pavimentadas.
| Imágenes del Pueblo Mágico de Tapijulapa |                       |                        |                   |
|                                          |                       |                        |                   |
| Entrada a Tapijulapa                     | Calle principal       | Fachadas típicas       | Panorámica        |
|                                          |                       |                        |                   |
| Una de las calles                        | Aspecto de otra calle | Talleres de artesanías | Hermosas fachadas |